# La ragazza del treno (racconto)
La ragazza del treno (The Girl in the Train) è un racconto incluso in Il mistero di lord Listerdale e altre storie, una raccolta di racconti di Agatha Christie senza nessuno dei principali personaggi che ricorrono di solito nei suoi romanzi e racconti, pubblicato per la prima volta nel Regno Unito nel 1934.

## Trama
George Rowland è un uomo che dipende sia economicamente che lavorativamente dal suo ricco zio. Infastidito dalla vita dissoluta del nipote, lo zio lo licenzia, e George decide di andarsene di casa. George, dopo aver abbandonato l'idea di trasferirsi nelle colonie, prende un treno che parte dalla stazione di Waterloo diretto in una cittadina notata su una guida ABC, Rowland's Castle, dove è convinto di venire accolto a braccia aperte dagli abitanti. George si accomoda in una vagone di prima classe, completamente solo, ma all'improvviso una ragazza salta sul treno implorandogli di nasconderla. George la fa nascondere sotto il suo sedile prima che uno straniero con la barba si affacci al finestrino e pretenda di riavere indietro sua nipote. George, vistosi in difficoltà, chiama un poliziotto che blocca lo straniero, e il treno parte. 
La ragazza si presenta, si chiama Elizabeth, ma non può dare spiegazioni sulle sue azioni. Alla stazione dopo, Elizabeth salta giù dal treno. La ragazza, mentre sta parlando con George attraverso il finestrino, nota un uomo barbuto che sta salendo sul treno, e dice al suo salvatore di tenerlo d'occhio, oltre a custodire gelosamente un pacchetto che gli dà. 
George segue l'uomo barbuto fino a Portsmouth, dove prenota una stanza nello stesso hotel scelto dalla sua preda. Il ragazzo si accorge che c'è un uomo dai capelli rossi che sta controllando sia George che l'uomo barbuto. George insegue l'uomo barbuto, ma senza nessun esito, quindi comincia a chiedersi se magari l'uomo si sia accorto di essere pedinato. I sospetti di George crescono quando vede l'uomo dai capelli rossi fare ritorno all'hotel di mattina presto, probabilmente dopo una camminata notturna. All'hotel arrivano due uomini stranieri, che chiedono a George (chiamandolo “Lord Rowland”) dove si trovi la Granduchessa Anastasia di Catonia, un piccolo paese dei Balcani. Alle risposte negative di George, l'uomo più giovane diventa violento, ma George riesce a disarmarlo fisicamente con un colpo di Jujitsu. I due stranieri allora, dopo aver proferito alcune minacce, se ne vanno.
Quella notte, George nota l'uomo barbuto mentre sta nascondendo un piccolo pacchetto dietro il battiscopa del bagno. Ritornando in camera sua, George scopre con molto disappunto che il pacchetto di Elizabeth, nascosto sotto il cuscino, è sparito. Dopo colazione, il pacchetto di Elizabeth è tornato al suo posto, e George, dopo averlo aperto, scopre che al suo interno c'è solo una fede nuziale. Dopo che la cameriera gli ha detto che non può entrare nella stanza dell'uomo barbuto, George decide di entrarci tramite la finestra, camminando sul parapetto del palazzo. Una volta dentro, George pensa che l'uomo barbuto sia scappato tramite le scale antincendio, poi viene distratto da un rumore proveniente dall'armadio, dal quale esce l'uomo coi capelli rossi. Quest'ultimo si presenta come l'ispettore Jarrold di Scotland Yard. L'uomo barbuto si chiama Mardenberg, è una spia segreta e dietro il battiscopa aveva nascosto i piani di difesa del porto di Portsmouth. La sua complice, dice l'ispettore, è una giovane ragazza, e George si domanda se si tratti di Elizabeth. George, sul treno di ritorno, legge sul giornale del matrimonio segreto tra la Granduchessa Anastasia di Catonia e Lord Roland Gaigh. Alla stazione dopo monta Elizabeth, che spiega a George tutta la verità. Elizabeth stava creando un diversivo per distrarre lo zio di Anastasia, che si opponeva al matrimonio, per questo ha finto di essere la giovane nobildonna ed è salita sul treno. La ragazza ha detto a George di controllare l'uomo barbuto per confondergli le idee, non sapendo che quest'ultimo era una spia nemica! Elizabeth ha fatto tutto questo perché è la sorella di Lord Gaigh, e George le propone di sposarlo. Suo zio sarà contento che George con il matrimonio possa entrare nell'alta società, e d'altro canto i genitori di Elizabeth apprezzeranno sicuramente i soldi dei Rowland. La ragazza accetta. 

## Edizioni
- Agatha Christie, Il mistero di Lord Listerdale e altre storie, traduzione di Grazia Griffini, collana Oscar Mondadori, Mondadori, 1982,  p. 262.